# Sos hoisin
Sos hoisin (chiń. trad. 海鮮醬, chiń. upr. 海鲜酱, kant. hoi2 sin1 jeung3, pinyin hǎixiānjiàng) – słodko-pikantny sos sporządzany na bazie soi i śliwek, z przyprawami, o czerwono-brązowej barwie i gęstej konsystencji, stosowany jako dip do potraw kuchni kantońskiej, zwłaszcza do żeberek wieprzowych, drobiu i warzyw. Wbrew swojej nazwie (海鮮 hoisin oznacza owoce morza), nie zawiera ryb ani skorupiaków.
Składniki: sos sojowy, masło orzechowe, miód, ocet ryżowy, czosnek, olej sezamowy, chilli, pieprz.